# أنتوني جيل
أنتوني جيل (17 أكتوبر 1992 بتشارلوت في الولايات المتحدة - ) (بالإنجليزية: Anthony Gill) هو لاعب كرة سلة أمريكي في مركز هجوم قوي الجسم. لعب مع خيالة فرجينيا ‏.

## وصلات خارجية
- أنتوني جيل على موقع إن بي أي (الإنجليزية)
- أنتوني جيل على موقع سبورتس رفرنس (الإنجليزية)
- أنتوني جيل على موقع كرة السلة الأوروبية.كوم (الإنجليزية)
- أنتوني جيل على موقع DraftExpress.com (الإنجليزية)
- أنتوني جيل على موقع إي إس بي إن.كوم (الإنجليزية)
- أنتوني جيل على موقع كلية كرة السلة في سبورتس رفرنس.كوم (الإنجليزية)
- أنتوني جيل على موقع ريلجم (الإنجليزية)
- أنتوني جيل على موقع بروبوليرز (الإنجليزية)
- أنتوني جيل على موقع سبورتس رفرنس (الإنجليزية)